# Церковь Святого Григория Нисского (Трабзон)
Церковь Святого Григория Нисского (греч. Εκκλησία Αγίου Γρηγορίου Νύσσης (Τραπεζούντα) — бывший православный храм в Трабзоне на берегу Чёрного моря, существовавший с 1280 по 1930 года.

## История

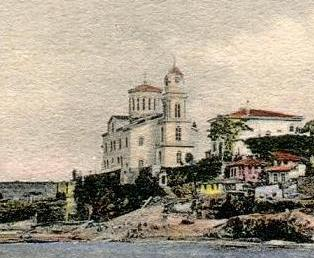
Вид со стороны озера (с более высокой колокольни)

Церковь была построена около 1280-1297 годах, по приказу жены императора Иоанн III Великий Комнин. После 1665 года собор Святого Григория стал собором города Трабзон. Грузинский путешественник Тимоте Габашвили посетил церковь в конце 1750-х годов и включил это событие в свои сочинения. В 1863 году митрополит Трабзонский Констанций перестроил церковь. В 1930 году церковь снесли, чтобы освободить место для городского клуба.